# ジャコモ・アラガル
ジャコモ・アラガル （Giacomo Aragall）、本名ハイメ・アラガル・イ・ガッリガ（Jaume Aragall i Garriga、 1939年6月6日生まれ）は、スペインのテノール歌手。

## 経歴
バルセロナ生まれ。ジャコモ・アラガルの芸名はキャリア初期にイタリアで活動する際に使用した。スペイン国外では芸名の方が有名である。9歳で生地のサンタ・マリア・ダル・マル教会の聖歌隊に入り、19歳からハイメ・フランシスコ・プーチに師事。1961年-1962年シーズンには、リセウ大劇場においてレオンカヴァッロの『道化師』のベッペ役でデビューした。
リセウ大劇場の奨学金を得て、ミラノでウラディミーロ・バディアリの下で研鑽を積み、1963年にブッセートにおける「ヴェルディの声」国際コンクールで優勝し、同年9月24日にフェニーチェ劇場でのヴェルディの『イェルサレム』のガストン役でイタリアにおけるデビューを果たす。更に1964年1月9日にはスカラ座にマスカーニの『友人フリッツ』の題名役でデビューした。以降はイタリア国内のみならず、世界中の主要劇場から招かれ、世界的な歌手として活躍した。
1966年1月1日に、ウィーン国立歌劇場にプッチーニの『ラ・ボエーム』でデビュー。
1966年12月30日に、ロンドンのロイヤル・オペラ・ハウスにヴェルディの『リゴレット』でデビュー。
1968年9月19日には、メトロポリタン歌劇場にヴェルディの『リゴレット』でデビューしている。
デビュー直後のアラガルは、同年代のルチアーノ・パヴァロッティやプラシド・ドミンゴよりも高い評価を受けていた。スカラ座におけるデビューもこの2人に先んじるだけでなく、メトロポリタン歌劇場へのデビューも1968年-1969年の同シーズンであったが、アラガルが開幕シリーズの新演出公演で一足先にデビューするなど高い待遇であった。また、1966年のスカラ座においてクラウディオ・アバドが、ベッリーニの『カプレーティとモンテッキ』をロメオをテノールの声域に移したヴァージョンで上演した際も、主役のロメオにアラガルを起用し、テバルド役にパヴァロッティを配していた。その後アラガルが知名度の点で劣ったのは、パヴァロッティが『連隊の娘』のトニオ役でメトロポリタン歌劇場で無類の人気を得たのと、ドミンゴのメトロポリタン歌劇場へのデビューが『アドリアーナ・ルクヴルール』でフランコ・コレッリの急なキャンセルで代役を歌うことでセンセーショナルな成功となったこと。更にアラガル自身の舞台恐怖症のせいもあったとされる。
日本では1990年に藤原歌劇団の招きでヴェルディの『椿姫』とプッチーニの『トスカ』を歌った他、単独のコンサートやガラ・コンサートで何度も来日している。